# Crotalaria basipeta
Crotalaria basipeta är en ärtväxtart som beskrevs av Rudolf Wilczek. Crotalaria basipeta ingår i släktet sunnhampor, och familjen ärtväxter. Inga underarter finns listade i Catalogue of Life.